# James Calvin McDearmon
James Calvin McDearmon (* 13. Juni 1844 in New Canton, Buckingham County, Virginia; † 19. Juli 1902 in Trenton, Tennessee) war ein US-amerikanischer Politiker. Zwischen 1893 und 1897 vertrat er den Bundesstaat Tennessee im US-Repräsentantenhaus.

## Werdegang
Im Jahr 1846 kam James McDearmon mit seinen Eltern in das Gibson County in Tennessee, wo er zwischen 1858 und 1861 das Andrew College in Trenton besuchte. Zwischen 1862 und 1865 diente er während des Bürgerkrieges im Heer der Konföderation. Nach einem anschließenden Jurastudium und seiner im Jahr 1867 erfolgten Zulassung als Rechtsanwalt begann er in Trenton in seinem neuen Beruf zu arbeiten.
Politisch war McDearmon Mitglied der Demokratischen Partei. Bei den Kongresswahlen des Jahres 1892 wurde er im neunten Wahlbezirk von Tennessee in das US-Repräsentantenhaus in Washington, D.C. gewählt, wo er am 4. März 1893 die Nachfolge von Rice Alexander Pierce antrat. Nach einer Wiederwahl konnte er bis zum 3. März 1897 zwei Legislaturperioden im Kongress absolvieren. Im Jahr 1896 wurde er von seiner Partei nicht mehr zur Wiederwahl aufgestellt. An seiner Stelle erhielt sein Vorgänger Pierce diese Nominierung. Anschließend wurde dieser auch als McDearmons Nachfolger in den Kongress gewählt.
Nach seinem Ausscheiden aus dem US-Repräsentantenhaus arbeitete James McDearmon wieder als Anwalt. Er starb am 19. Juni 1902 in Trenton, wo er auch beigesetzt wurde.